# Clickkhongthuocla
Clickkhongthuocla（Tiếng Việt）は、ベトナム の禁煙ソリューションを宣伝するニュースウェブサイトで、ホーチミン共産青年同盟（ベトナム共産党の青年組織）、全国タバコ被害防止プログラム、 国際家族医療機関（FHI）が運営している。

## 概要
ウェブサイトclickkhongthuocla.vnは2010年3月11日に開始された。このウェブサイトは、タバコの有害性、禁煙のソリューション、社会活動の実施を広めている。
ホーチミン共産青年連合と他の組織は、たばこ害防止法案の成立を目指し、ウェブサイトclickkhongthuocla.vnに参加しているすべての若者の100万人の署名（オンライン署名） を集めたいと考えている。
6万人の若者がベトナムのタバコ規制法案に同意するためにオンラインでサインアップした。